# 燕薇
燕薇（1979年—），原名丁瑞燕薇（Đinh Thoại Yến Vy），是越南著名女演员，模特，歌手。

## 演艺事业
1995年在街上观看艺术家金子龙拍音乐电影时，燕薇被金子龙邀请参演。燕薇拥有丰满，阳光的脸型，美丽性感的容貌。1997年获得由胡志明市电影协会举办的电影展望比赛亚军。到2001年，燕薇在参加唱歌后，开始成名，是知名歌手丹长，光灵的音乐MV的模特。燕薇也是一位很有前途的演员。

## 性丑闻
2005年正当事业蒸蒸日上时，燕薇与男友潘清丛的性爱视频忽然在网上散播，这是第一次艺人的性爱视频遭到网络传播的事件，震惊越南社会。
风浪尚未平息一段时间后，燕薇被发现参与由陈氏浦（越南语：Trần Thị Phố ）组织的高级应召女郎卖淫集团。燕薇承认以700到1500美元卖淫多次，甚至网上散播性爱视频时，她仍然接客。后来，燕薇被送到胡志明市首德郡妇女职业培训中心受18个月人品康复。

## 丑闻后的生活
燕薇接连不断的丑闻让教师出身的父亲彻底崩溃。不堪来自公众的压力，抨击，燕薇的父亲50多岁时去世。在父亲去世后，燕薇同母亲和两个弟妹不得不搬家到另一个地方。在她孤独和反省期间，燕薇认识了一个名叫Nguyễn John Ngọc的越裔。2009年末，燕薇与Nguyễn John Ngọc登记结婚，定居美国。完全敛迹于生活丑闻风暴，成为一位指甲油店店主。

## 电影作品
《Tiếng đờn kìm》
《Gió qua miền tối sáng》
《Biển hát》
《Bến nước đời người 》
《Saigon Love Story》
《 Đâu phải vợ người ta》